# Serge Latouche
Serge Latouche (Vannes, 12 de enero de 1940), es un economista francés célebre ideólogo y partidario del decrecimiento.

## Actividad
Serge Latouche es uno de los contribuidores históricos de la Revue du MAUSS (Movimiento AntiUtilitarista en Ciencias Sociales), profesor emérito de la Facultad de Derecho, Economía y Gestión Jean Monnet (Sceaux) de la Universidad de Paris-Sud 11.

## Trabajo
Influenciado por las ideas de François Partant, Latouche es miembro fundador del pacto histórico y antiguo presidente de la asociación La ligne d'horizon, cuyo objetivo es dar continuidad a la reflexión de Partant.
En el ámbito de las ciencias sociales, Latouche ha desarrollado una crítica a la ortodoxia económica productivista capitalista, el economicismo y el utilitarismo relacionados con las nociones de desarrollo y progreso. 
Critica asimismo el desarrollo sostenible, que considera simultáneamente oxímoron y pleonasmo.

### Ideas sobre decrecimiento
Sobre la base de esta crítica robusta, se ha convertido en uno de los ideólogos más conocidos del decrecimiento, aunque aclarando respecto de la alternativa:

El decrecimiento, como tal, no es verdaderamente una alternativa concreta; sería, más bien, la matriz que daría lugar a la eclosión de múltiples alternativas. Evidentemente, cualquier propuesta concreta o contrapropuesta es a la vez necesaria y problemática.

Insiste además en el hecho de que el decrecimiento no se trata de una opción, sino que vendrá impuesto por los límites al crecimiento, y que resume en su expresión “Decrecimiento o barbarie.”
La idea sería consumir menos y hacer que las cosas nos durasen más. Esa reducción del supuesto "nivel de vida" iría a los países subdesarrollados (considera el concepto de "países en vías de desarrollo" como un eufemismo inmoral) de manera que ellos mejorasen su calidad de vida y se llegase a mantener un equilibrio, esta vez sí, "sostenible". Los países más pobres al ganar en calidad de vida reducirían su tasa de natalidad con lo que se equilibraría la población en la Tierra.

### Premios
En 1998 recibió el Premio europeo Amalfi de sociología y ciencias sociales

## Libros y publicaciones
La obra sin publicar en castellano (a fecha de agosto de 2011) aparece con el nombre original y editorial francés:
- Epistémologie et économie: Essai sur une anthropologie sociale freudo-marxiste, Paris, Anthropos (1973).
- Proyecto marxista, Ed. Cupsa (1976).
- Critique de l'impérialisme, Paris, Anthropos (1979).
- Le procès de la science sociale, Paris, Anthropos (1984).
- Faut-il refuser le développement?, Paris, PUF (1986).
- L'Occidentalisation du monde: Essai sur la signification, la portée et les limites de l'uniformisation planétaire, La Découverte (1989)..
- La Planète des naufragés, La Découverte (1991).
- La Mégamachine: Raison technoscientifique, raison économique et mythe du progrès (1995).
- L'économie dévoilée, du budget familial aux contraintes planétaires, ouvrage collectif dirigé par Serge Latouche, ed. Autrement (1995).
- The Westernization of the World: The Significance, Scope and Limits of the Drive Towards Global Uniformity (1996).
- La otra África: autogestión y apaño frente al mercado global , Ed. Asociación Cultural OOZEBAP (2007).
- La Planète uniforme (2000).
- La déraison de la raison économique: Du délire d'efficacité au principe de précaution, Paris, Albin Michel (2001).
- Justice sans limites, Fayard (2003).
- Décoloniser l'imaginaire: La Pensée créative contre l'économie de l'absurde, Parangon (2003).
- Sobrevivir al desarrollo: de la descolonización del imaginario económico a la construcción de una sociedad alternativa, Ed. Icaria (2007), ISBN 978-84-7426-922-2
- L'invention de l'économie (2005).
- La apuesta por el decrecimiento: ¿cómo salir del imaginario dominante?, Ed. Icaria (2009), ISBN 978-84-7426-984-0
- Pequeño tratado de decrecimiento sereno, Ed. Icaria (2009), ISBN 978-84-9888-072-4
- Decrecimiento y posdesarrollo: el pensamiento creativo contra la economía del absurdo, Ed. Icaria, (2009), ISBN 978-84-9261-608-4
- La hora del decrecimiento”, Ed. Octaedro (2011), ISBN 978-84-9921-179-4
- Sortir de la société de consommation, Les liens qui libèrent/Actes Sud (2010).
- Vers une société d'abondance frugale: Contresens et controverses sur la décroissance, Fayard/Mille et une nuits (2011).
- Salir de la sociedad de consumo: Voces y vías del decrecimiento, Ed. Octaedro (2012), ISBN 978-84-9921-268-5
- La sociedad de la abundancia frugal. Contrasentidos y controversias del decrecimiento, Ed. Icaria (2012), ISBN 9788498884029.
- Límite, Buenos Aires, Adriana Hidalgo Editora, 2014. Traducción: Rodrigo Molina-Zavalía, ISBN 978-987-1923-89-2